# Johnny Hoes
Ne doit pas être confondu avec Johnny Hess.
Jan Hoes, dit Johnny Hoes, est un auteur-compositeur-interprète, producteur musical néerlandais, né le 19 avril 1917 à Rotterdam et mort le 23 juillet 2011 à Weert.
Chanteur très populaire dans les années 1950 et 1960, il est surnommé « le roi de la smartlap » et a chanté l'une des chansons néerlandophone les plus vendues de l'histoire des Pays-Bas, Och, was ik maar bij moeder thuis gebleven.

## Biographie
Johnny Hoes passe sa jeunesse dans le quartier de Katendrecht à Rotterdam. En 1939, Hoes est mobilisé au sein de l'armée néerlandaise à Tungelroy. C'est lors de ce passage dans le Limbourg qu'il rencontre sa femme et démanage à Weert, ville où il installera ensuite ses studios.
Après la libération des Pays-Bas en 1944, il est interprète pour l'armée américaine et commence sa carrière dans la musique en organisant des bals pour les soldats.
Son premier succès est De Smokkelaar sorti en 1956. En 1959, l'artiste Sjaard Peetjens réalise la chanson Och waas ik maar beej mooder thoès gebleve, une chanson écrite en dialecte de Venlo. Hoes en achète les droits et sort la chanson en single en 1961 sous le titre de Och, was ik maar bij moeder thuis gebleven. Cette chansons s'avère être un véritable tube et s'écoule à 450 000 exemplaires, ce qui constitue depuis un record aux Pays-Bas pour une chanson néerlandophone.
Ayant fait fortune, il se consacre à la production de musique. Il participe par exemple à la réalisation du tube Hand in hand, kameraden (Geen woorden maar daden) sorti en 1963 qu'il fait écrire par Jaap Valkhoff. Il produit par ailleurs Valkhoff sur un de ses labels, OJEE.
Cette première chanson consacrée au football est la première d'une grande série. Puisqu'il écrit par la suite l'hymne de l'Ajax Amsterdam, Op 'n Slof En 'n Ouwe Voetbalschoen, mais aussi des chansons pour le PSV Eindhoven ou le Sparta Rotterdam. Il adapte alors généralement l'écriture de ces chansons sportives en fonction de l'actualité, comme lorsqu'il sort un 45 tours sur le club de DWS lorsque le club est sacré champion en 1965.
Dans les années 1960 et 1970, il présente sa propose émission télévisée, baptisée Met een lach en een traan, qui passe sur les créneaux de la VARA. Il présente aussi une émission de radio sur les ondes de KRO.
Il meurt en 2011 d'un infarctus.